# Pölöskei József
Pölöskei József (Budapest, 1936. július 11. – Budapest, 2005. október 6.) ötvösművész

## Életpályája
A főiskola elvégzése után is hű maradt eredeti szakterületéhez, így egész életén át a kovácsoltvas és acél volt a meghatározó anyag munkásságában. Emellett készültek alkotásai vörösrézből és egyéb színesfémekből. Kedvelte a bronzot, de az amúgy ritkán használt alumíniumot is. A Szovjetunióban, a Német Demokratikus Köztársaságban és Indiában járt tanulmányúton. Elsősorban felkérésre, megbízásból dolgozott, de szívesen vett részt kiállításokon, pályázatokon.
1969-től 1988-ig az Iparművészeti Főiskola adjunktusa volt.

### Tanulmányai
- 1956 – tól díszműkovács és domborműkészítő szakmunkás
- 1962 – 1967 Magyar Iparművészeti Főiskola

Mestere: Sima Sándor

## Kiállításai

### Csoportos kiállítások (válogatás)
- 1967 Első Magyar Fémplasztikai kiállítás, Ernst Múzeum, Budapest
- 1969 Fiatal Iparművészek kiállítása, IPARTERV kiállítóterem
- 1969 Magyar kiállítók (Artex), Caracas
- 1972, 1974 Mai Magyar Iparművészet, Iparművészeti Múzeum, Budapest
- 1976 Ötvösművészeti quadriennále I., Miskolc
- 1980 A kéz intelligenciája, Műcsarnok, Budapest
- 1981 Ötvösművészeti quadriennále II., Miskolc
- 1983 A tervezés értékteremtés. Országos Iparművészeti kiállítás, Műcsarnok, Budapest
- 1988 Tavaszi Tárlat, Magyar Képzőművészek és Iparművészek Szövetsége, Műcsarnok, Budapest
- 1989 Téli Tárlat, Magyar Képzőművészek és Iparművészek Szövetsége, Műcsarnok, Budapest
- 1994 Tavaszi Tárlat, Közlekedési Múzeum, Petőfi Csarnok, Budapest
- 1995 Ötvösök a Szentendrei Péter-Pál Galériában
- 1996 Ékszer, Iparművészeti Múzeum, Budapest

### Egyéni kiállításai
- 1971 Galerie Schlegel, Zürich
- 1973 G. Lo Scuardo, Torino
- 1980 Ifjúsági és Művelődési Ház, Zalaegerszeg
- 1981 Művelődési Ház, Celldömölk • Kék Kápolna, Boglárlelle
- 1982 Művelődési Ház, Dunaújváros

## Néhány ismert alkotása
- Mohácsi Emlékpark bejárati kapu (bronz, öntvény, szerelt technika (1975-1976),
- Madárkás csobogó (alumínium, 1987, Győr, Egészségügyi Szakközépiskola),
- Aranysas patikamúzeum cégére (kovácsoltvas, 1974, Budapest, I. ker Táncsics Mihály u.).
- vadászbolt cégére (acél lemez, 1985, Országház u.)

## Művei közgyűjteményben
- Iparművészeti Múzeum

## Díjai, elismerései
- 1979 Munkácsy-díj
- 1980 Nívódíj